# Michael Václav z Althannu
Michael Václav František hrabě z Althannu (německy Michael Wenzel Franz Graf von Althann, Freiherr von Goldburg und Murstetten; 30. června 1630 Vídeň – 17. května 1686 Wölfelsdorf, Kladsko (dnes Wilkanów v Polsku) byl český a slezský šlechtic z rodu Althannů. Zastával vysoké funkce ve správě korunních zemí habsburské monarchie, byl zemským nejvyšším sudím na Moravě (1675–1679) a zemským hejtmanem v Kladsku (1680–1686). Kromě toho se uplatnil jako diplomat a byl císařským vyslancem v Polsku a ve Švédsku. Vlastnil rozsáhlé statky ve východních Čechách a sousedním Kladsku (Králíky, Mezilesí). Jeho potomstvo označované jako tzv. slezská větev Althannů vymřelo v roce 1810, zmíněný majetek pak přešel dědictvím na moravskou větev, jíž pak patřil do roku 1945.

## Kariéra

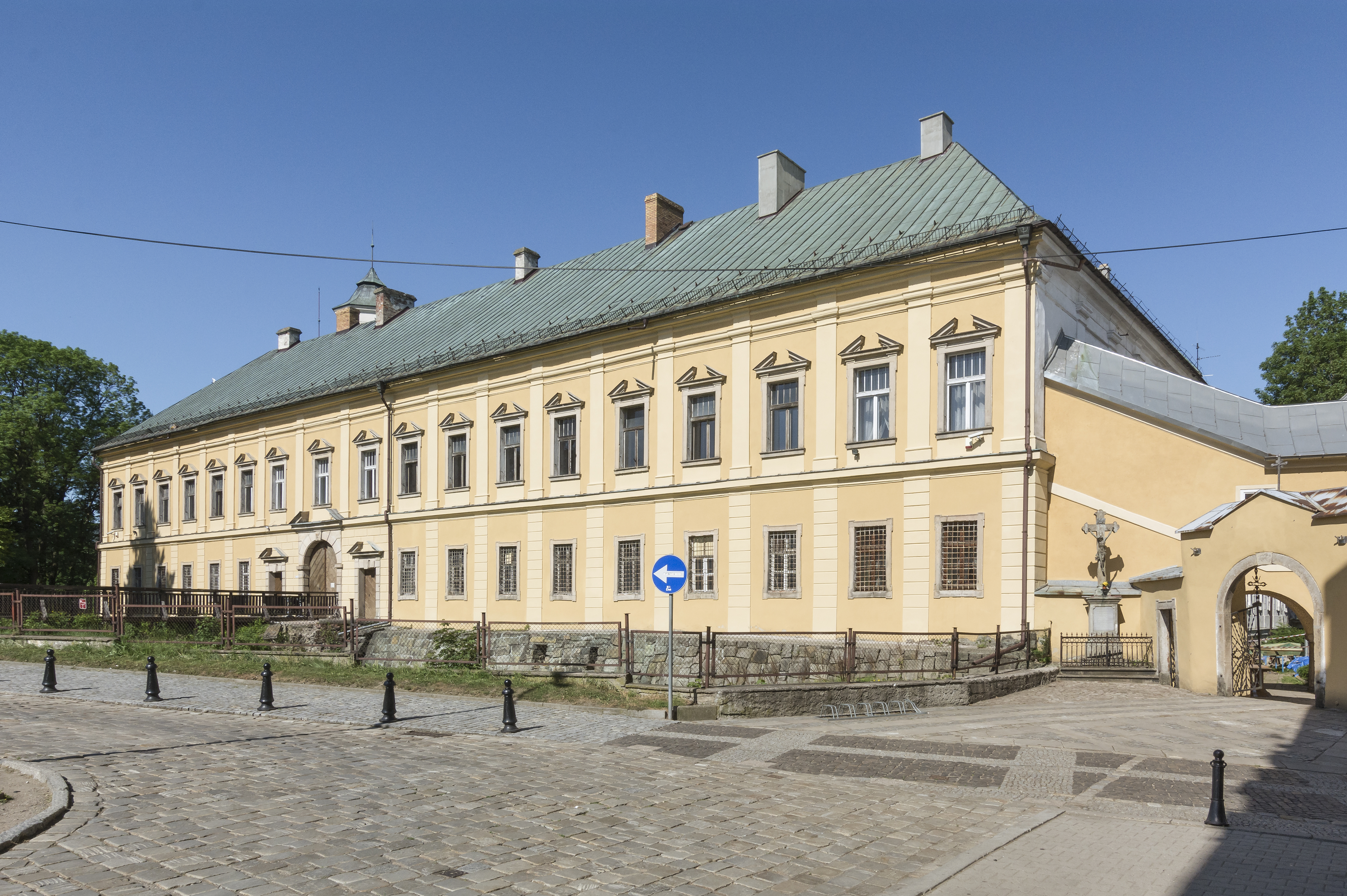
Zámek Mittelwalde (dnešní Miedzylesie v Polsku)

Pocházel z významného šlechtického rodu Althannů, narodil se jako nejmladší syn hraběte Michaela Adolfa z Althannu (1574–1636) a jeho druhé manželky Marie Evy ze Šternberka (1605–1668), po matce byl mimo jiné bratrancem hrabat Václava Vojtěcha a Ignáce Karla ze Šternberka. Michael Václav (v dobové korespondenci současníků označovaný jen jako Václav – Wenzel) byl od mládí císařským komorníkem a díky příbuzenským vazbám později pronikl do zemské správy na Moravě. V letech 1675–1679 byl moravským nejvyšším sudím (tuto funkci zastával již v letech 1655–1658 jeho starší nevlastní bratr Michael Ferdinand z Althannu. Mezitím byl v letech 1678–1679 také císařským vyslancem v Polském království. Z Polska ještě nakrátko v roce 1679 odjel do Mohuče, kde byl jako zástupce císaře přítomen volbě nového mohučského arcibiskupa Anselma z Ingelheimu. Po návratu byl již jako majitel rozsáhlých statků na pomezí Čech a Kladska jmenován zemským hejtmanem v Kladsku a tuto funkci zastával až do smrti (1680–1686), zároveň se v roce 1680 stal císařským tajným radou. V letech 1682–1683 byl císařským vyslancem ve Stockholmu, kde měl důležitý úkol sjednat smlouvu mezi Švédskem a císařem Leopoldem I. Švédskou misi kvůli nemoci přijal jen s nechutí, nakonec zde ale strávil rok a půl. Ve svých diplomatických relacích ze Stockholmu zdůrazňoval své zdravotní problémy a nakonec byl na vlastní žádost odvolán. Na postu vyslance ve Švédsku jej nahradil František Antonín Berka z Dubé, který mimo jiné musel řešit Althannem zanechané dluhy ve výši přes 5 000 zlatých. Po návratu ze Švédska vykonával Althann nadále funkci zemského hejtmana v Kladsku a věnoval se také rozšiřování rodového majetku.

## Rodinné a majetkové poměry

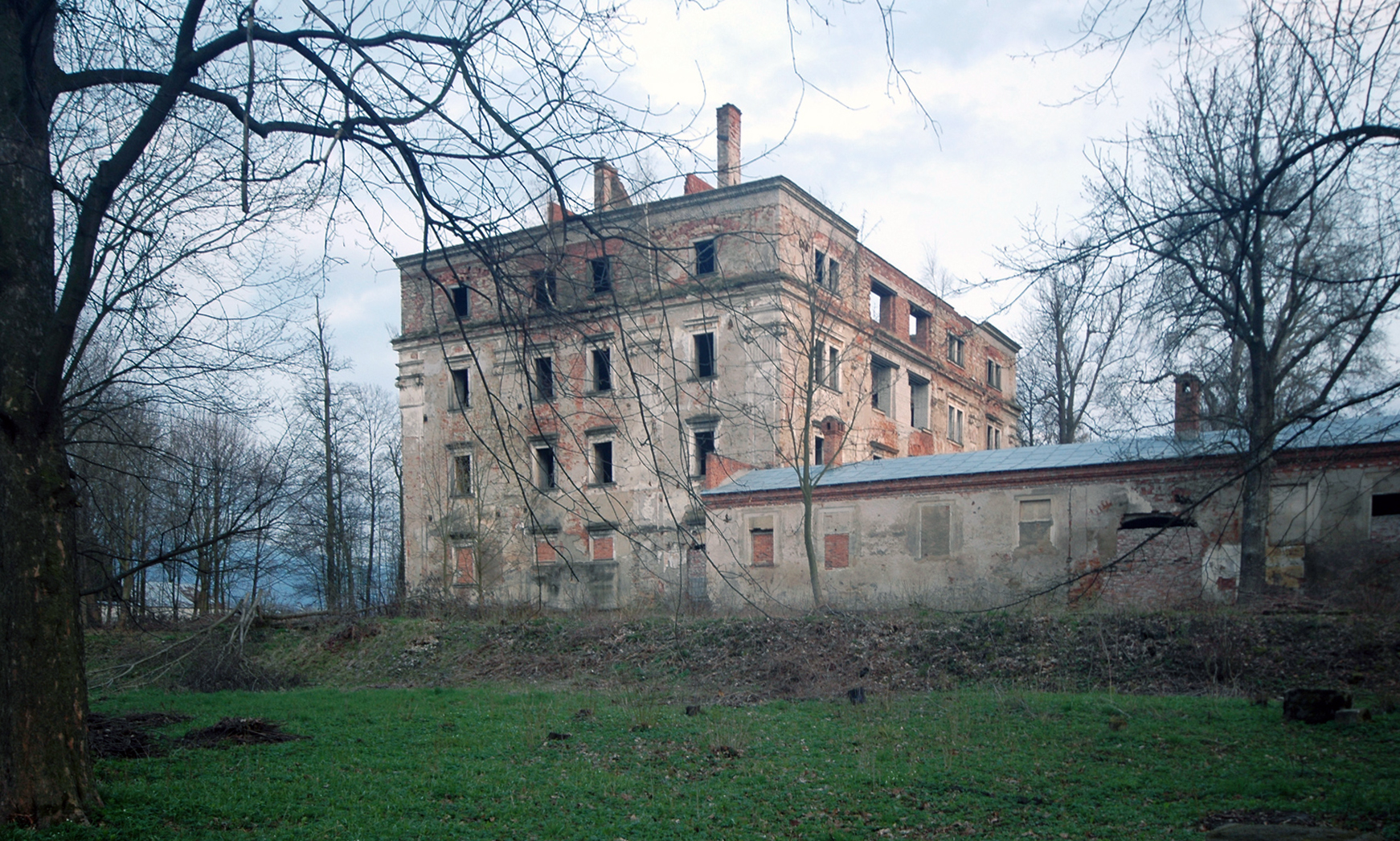
Zámek Wölfelsdorf (dnešní Wilkanów v Polsku)

Jako nejmladší syn svého otce původně nezdědil žádné statky, až po předčasné smrti synů svého staršího bratra Michaela Ferdinanda převzal v roce 1677 rozsáhlý majetek na pomezí Českého království a Kladska. Byl majitelem fideikomisu Králíky a sousedního panství Mittelwalde (česky Mezilesí, dnešní Miedzylesie v Polsku). Po návratu ze Švédska své statky v této oblasti rozšiřoval a v roce 1684 koupil panství Seitenberg (dnešní Stronie Śląskie v Polsku) s hradem Šnalenštejn. Jeho hlavním sídlem se stal nově postavený zámek Wölfelsdorf (dnešní Wilkanów v Polsku), kde také zemřel. Většinu jeho majetku zdědil nejstarší syn Michael Václav (1668–1738), vdova Anna Marie Alžběta, rozená Aspremont-Lynden, převzala do užívání panství Seitenberg.
V roce 1666 se oženil s hraběnkou Annou Marií Alžbětou Aspremont-Lynden (14. února 1646 – 4. února 1723) z belgického šlechtického rodu, její bratr Ferdinand Gobert Aspremont-Lynden (1643–1708) byl císařským polním maršálem. Z jejich manželství se narodilo osm dětí, synové dosáhli vysokého postavení v politice, církevní hierarchii a armádě, nejvýznamnějším z nich byl kardinál Michael Bedřich (1680–1734), místokrál v Neapoli. Dcery se provdaly do českých šlechtických rodin. Potomstvo:
- 1. Marie Bonaventura (1667–1709), ⚭ 1690 Maxmilián Quido z Martinic (16. března 1664 – 30. června 1733), nejvyšší maršálek císařského dvora a nejvyšší hofmistr císařovny Eleonory Magdaleny Falcko-Neuburské
- 2. Michael Václav (29. července 1668 – 25. července 1738), císařský tajný rada, státní a konferenční ministr
- 3. Marie Filipína (1670 – 2. června 1706), ⚭ 1702 Ferdinand August z Lobkovic (7. září 1655 – 3. října 1715), vévoda zaháňský, 3. kníže z Lobkovic, diplomat, nejvyšší hofmistr císařovny Amálie Vilemíny Brunšvicko-Lüneburské
- 4. Michael Karel (1671–1687)
- 5. Marie Terezie (1673–1704), ⚭ 1695 Jan Leopold z Herbersteina (1655–1729), rada zemské komory ve Slezsku
- 6. Marie Klaudie (24. listopadu 1674 – 27. září 1725), ⚭ 1696 Maxmilián Josef z Morzinu (1672–1706), císařský komoří
- 7. Michael Ferdinand (1677–1733), císařský polní podmaršál
- 8. Michael Bedřich (20. července 1680 – 20. června 1734), kardinál, biskup ve Vácu, místokrál v Neapoli